# Східна провінція (Кенія)
Східна (англ. Eastern Province, суах. Mkoa wa Mashariki) — одна з восьми колишніх провінцій Кенії, розташована в центральній частині Кенії. На півночі її проходить державний кордон між Кенією і Ефіопією. На схід від неї лежать Північно-Східна провінція і Прибережна провінція. На захід — провінції Рифт-Валлі, Центральна та Найробі.
Адміністративний центр і головне місто провінції — Ембу. Площа Східної провінції становить 153 404 км². Чисельність населення дорівнює 5 668 123 осіб (на 2009 рік). Щільність населення — 36,95 чол./км².

## Географія
На території Східної провінції знаходиться гора Кенія, пустеля Хамбі і східна частина озера Туркана. У північній частині провінції часті посухи.

## Населення
Особливо щільно заселені південна частина провінції, де проживають бантумовні народи кікую, камба, міру і ембу. На півночі ж кочують скотарські групи кушитомовних оромо і сомалійців.

## Адміністративний поділ
В адміністративному відношенні Східна провінція ділиться на 8 округів:
| № | Округи              | Адміністративний центр | Населення, осіб. (2009 р.) |
| - | ------------------- | ---------------------- | -------------------------- |
| 1 | Ембу (Embu)         | Ембу                   | 516 212                    |
| 2 | Ісіоло (Isiolo)     | Ісіоло                 | 143 294                    |
| 3 | Кітуй (Kitui)       | Кітуй                  | 1 012 709                  |
| 4 | Мачакос (Machakos)  | Мачакос                | 1 098 584                  |
| 5 | Макуєні (Makueni)   | Макуєні                | 884 527                    |
| 6 | Марсабіт (Marsabit) | Марсабіт               | 291 166                    |
| 7 | Меру (Meru)         | Меру                   | 1 356 301                  |
| 8 | Тарака (Tharaka)    | Тарака                 | 365 330                    |

| Кенія | Це незавершена стаття з географії Кенії. Ви можете допомогти проєкту, виправивши або дописавши її. |